# Vijfde Franse Republiek
De Vijfde Franse Republiek (Frans: Cinquième République française) is de huidige staatsvorm van Frankrijk, die sinds 4 oktober 1958 bestaat. In deze republikeinse staatsvorm gaat de meeste macht naar de president. De huidige president is Emmanuel Macron.

## Geschiedenis

### Ontstaan
De Vierde Franse Republiek, die toch al door grote instabiliteit gekenmerkt werd, werd ondermijnd door het traumatische verloop van de dekolonisatie van Vietnam en Algerije. Vooral door de Algerijnse opstand, ontstond er wrijving in de Franse politiek. 
In Algerije was er in 1954 gewapend verzet gerezen tegen het Franse bewind. De omvangrijke Europese minderheid in Algerije (ook wel pieds-noirs genoemd, naar de zwarte laarzen die de kolonisten plachten te dragen), 1 miljoen Fransen tegenover 8 miljoen Arabieren, was bevreesd om in een onafhankelijk Algerije weggedrukt te worden door de islamitische meerderheid. Tegenover de terreur van het Arabische FLN (Front de Libération Nationale) organiseerden fanatici onder de pieds-noirs zich in de OAS (Organisation d'Armée Secrète), die tegenterreur uitoefende. Het conflict ontaardde in een oorlog en dreigde zich uit te breiden naar Frankrijk zelf. 
Bepaalde legerkringen overwogen toen in Frankrijk een staatsgreep om de stabiliteit te hervinden. Zij vormden daartoe op 13 mei 1958 een revolutionair comité de salut public, dat ook contact opnam met generaal de Gaulle. Om een burgeroorlog te voorkomen gaf president Coty aan de Gaulle opdracht om een kabinet te vormen. Deze kreeg behalve van de rechtse partijen ook steun van een deel van de radicalen en de SFIO, de Franse socialistische partij van dat moment, die daarmee erger hoopten te voorkomen (1 juni 1958).

### Charles de Gaulle
Nu hij aan de macht was gekomen, zette de Gaulle zijn plannen voor staatkundige hervormingen door. Op 28 september 1958 stemde meer dan 80% van de kiezers in een referendum voor de nieuwe grondwet, die de president veel macht gaf. Het doel was een einde te maken aan de chronische instabiliteit van de Derde en Vierde Republiek, waarin leiders van de verschillende parlementsfracties straffeloos op lichtzinnige gronden regeringen konden doen vallen. De nieuwe, gaullistische partij Union pour la nouvelle République werd bij de komende verkiezingen de grootste fractie in het parlement. De Gaulle zelf werd op 8 januari 1959 als president geïnstalleerd met als premier Michel Debré, die in 1962 werd opgevolgd door de latere president Georges Pompidou.

#### De onafhankelijkheid van Algerije
Tijdens de crisis van 1958 had de Gaulle tegen de inwoners van Algerije gezegd. “Ik heb u begrepen!”; dit werd door beide partijen verschillend begrepen. De pieds-noirs begrepen dat van een onafhankelijk Algerije geen sprake kon zijn. De autochtone Algerijnen begrepen dat de dekolonisatie onvermijdelijk was. De Gaulle zette daarom de besprekingen met de leiders van het nationalistische verzet in Algerije voort; deze resulteerden in 1962 in de Akkoorden van Evian die de onafhankelijkheid van Algerije bezegelden.
Dit werd hem in kringen van de OAS ernstig kwalijk genomen, wat tot uitdrukking kwam in enkele onsuccesvolle aanslagen op het leven van de president en op vele succesvolle aanslagen op het leven van onschuldige burgers, met name in Parijs, maar ook daarbuiten.

#### Buitenlandse politiek van de Gaulle

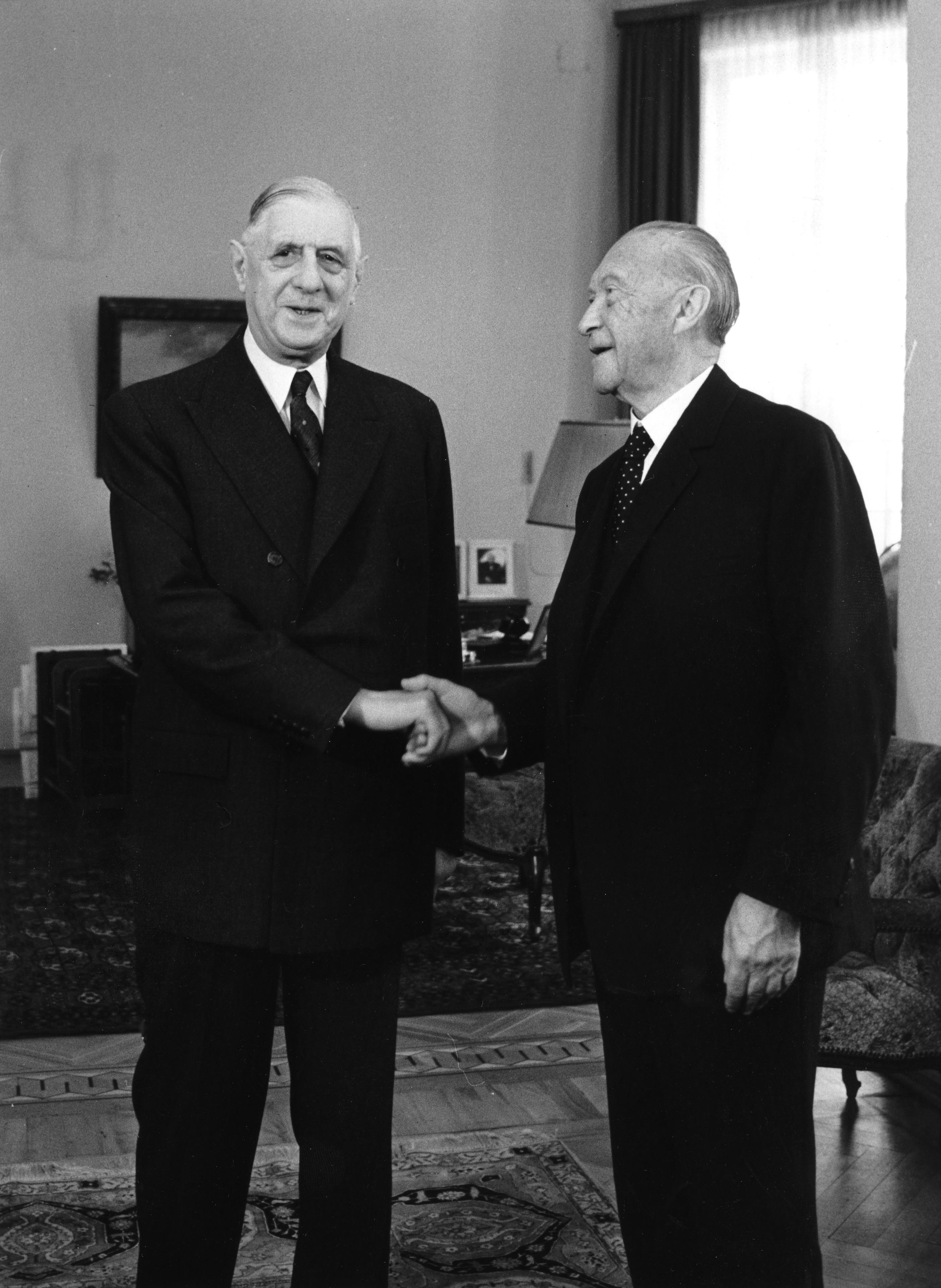
De Gaulle met de West-Duitse bondskanselier Konrad Adenauer tijdens een bezoek aan Bonn

Tijdens zijn presidentschap was Charles de Gaulle lange tijd zeer geliefd in eigen land, maar hij kwam internationaal vaak in opspraak. Een van de uitgangspunten in zijn buitenlandse politiek was van Frankrijk weer de grote mogendheid te maken die het tot de Tweede Wereldoorlog was geweest. Om dit te bewerkstelligen, ijverde hij voor meer onafhankelijkheid van het land ten opzichte van de Verenigde Staten en een toenadering tot de Sovjet-Unie. 
Een van de belangrijkste middelen waartoe hij zich wendde voor meer onafhankelijkheid van de Verenigde Staten was het ontwikkelen van kernwapens (in 1960 brachten de Fransen in de Sahara hun eerste eigen atoombom tot ontploffing) zodat het land als kernmacht niet langer van Amerikaanse bescherming afhankelijk zou zijn. In Frankrijk staat de atoommacht bekend als de Force de Frappe. Dit resulteerde in 1966 in het terugtrekken van het Franse leger uit de NAVO. Het land bleef echter wel politiek lid om invloed uit te kunnen blijven oefenen op de beslissingen. 
De Gaulle begreep dat Frankrijk de status van grootmacht niet langer alleen kon bewerkstelligen, maar de hulp van Europa nodig zou hebben en zodoende ijverde hij voor meer Europese samenwerking. Hierbij verwierp hij de mogelijkheid van de toetreding van het Verenigd Koninkrijk tot de EEG. In zijn eigen woorden waren de Britten het paard van Troje waarmee ongewenst de Amerikanen binnengehaald zouden worden. 
Dit streven naar internationale erkenning als grote mogendheid zou een karakteristiek van de Vijfde Republiek worden tot president Nicolas Sarkozy aan de macht zou komen, die voor het eerst een meer verzoenende toon richting de Verenigde Staten aan zou slaan. Verder heeft de Gaulle een aantal omstreden uitspraken gedaan, zoals  “Vive le Québec libre!” (leve een onafhankelijk Quebec) tijdens een staatsbezoek aan Canada in 1967.

#### Mei 1968
In mei 1968 bereikte de eerste naoorlogse generatie de volwassenheid. Er was hen minder gelegen aan idealen als de wederopbouw van het vaderland. Zij gingen de straat op om te protesteren tegen allerlei maatschappelijke problemen en dan met name de misstanden op de universiteiten. De vakbonden sloten zich bij hen aan en binnen de kortste keren lag heel Frankrijk plat. Even leek het erop dat er een revolutie uit zou breken. De Gaulle wist de gemoederen echter te kalmeren (o.a. door te dreigen met een militair ingrijpen) en won daarop de parlementsverkiezingen. Een door hem uitgeschreven referendum over hervorming van de Senaat en het regionaal bestuur in april 1969 verloor hij echter. Daarop besloot de inmiddels 78-jarige de Gaulle af te treden.

### Georges Pompidou en Valéry Giscard d'Estaing
Charles de Gaulle werd opgevolgd door zijn premier, voormalig protegé en partijgenoot Georges Pompidou, die, hoewel overtuigd gaullist, zich wat soepeler opstelde dan zijn voorganger. Pompidou was voorstander van Frans-Britse samenwerking en had in tegenstelling tot de Gaulle geen bezwaar tegen toetreding van het Verenigd Koninkrijk tot de EEG. Na zijn dood in 1974 werd hij opgevolgd door Valéry Giscard d'Estaing.
De Gaulle had gehoopt met zijn grondwet zijn rechtse gaullistische partij RPR (Rassemblement pour la République) voor lange tijd een monopolie op de macht te geven. Het linkerkamp was namelijk gesplitst in twee ongeveer even sterke partijen die slecht met elkaar konden samenwerken, de Socialistische Partij (aanvankelijk SFIO en later de Parti Socialiste) en de Communistische Partij (de PCF). Elk op zich maakten die twee partijen geen enkele kans om in de tweede en beslissende ronde van de presidentsverkiezingen de overwinning te behalen. Maar als de twee partijen zouden proberen een lijstverbinding aan te gaan, dan zouden de socialisten veel kiezers in het centrum van zich vervreemden en dus alsnog niet winnen. Aangezien in het bestel van de Vijfde Republiek de president belangrijker dan de premier en het parlement is, zouden de linkse partijen dus nooit de macht kunnen veroveren. Die strategie heeft lang gewerkt, al helemaal omdat tot 2002 de president voor zeven jaar verkozen werd. In 1981 slaagde François Mitterrand er evenwel in een Volksfront met de communisten te sluiten en daarmee de presidentsverkiezingen te winnen.

### François Mitterrand

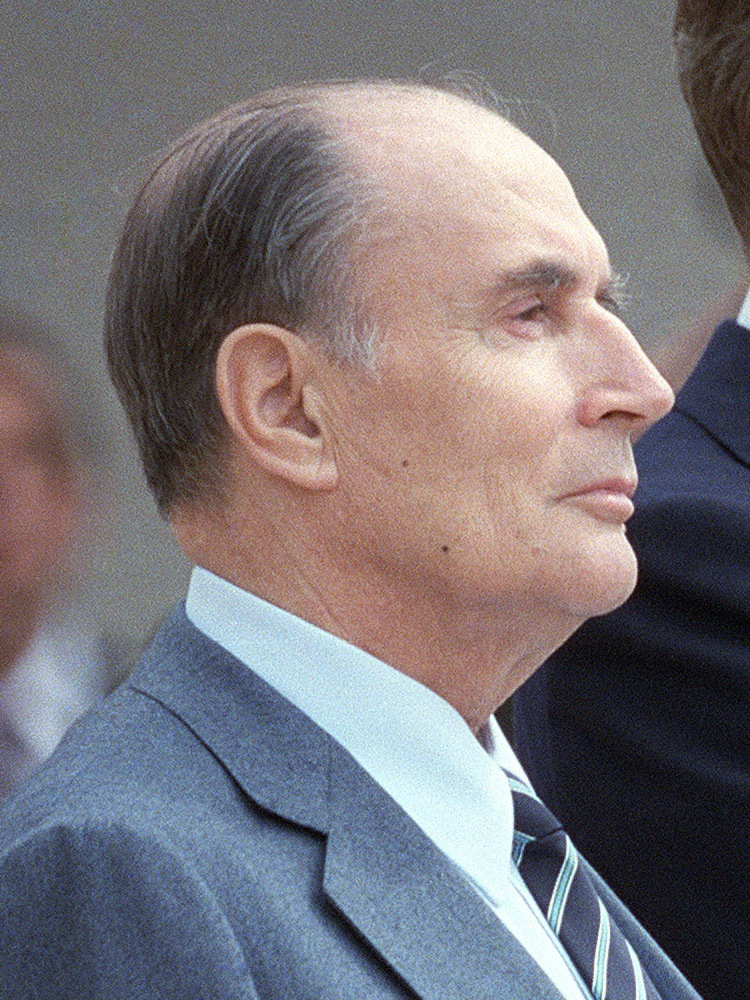
François Mitterrand

François Mitterrand zou tot 1995 aan de macht blijven. Zijn partij verloor weliswaar de parlementsverkiezingen van 1986 zodat de Vijfde Republiek kennis maakte met de cohabitation (samenwoning). Tijdens de cohabitation werkt een president van de ene kant van het politieke spectrum (in dit geval links) samen met een regering van de andere kant van het spectrum (in dit geval de rechtse gaullist Jacques Chirac als premier). 
Bij zijn aantreden voerde Mitterrand een aantal ambitieuze plannen door, waaronder de afschaffing van de doodstraf, het nationaliseren van grote banken en andere bedrijven (automerken, olie-industrie) en het uitbreiden van de sociale zekerheid. Verder liet hij in Parijs een aantal Grands Travaux (Grote Werken) uitvoeren.
In 1988 stonden president en premier tegenover elkaar in de presidentsverkiezingen. Chirac was als premier niet uit de verf gekomen en verloor de tweede ronde van Mitterrand. Na zijn overwinning ontbond Mitterrand het parlement weer, waarna links in de meerderheid kwam en Mitterrand weer een socialist, Michel Rocard, tot premier kon benoemen.
Mitterrand slaagde erin de tactiek van de Gaulle op zijn beurt tegen rechts uit te spelen. Het was nu het rechtse blok dat gespleten was in twee onverzoenbare stromingen door de opkomst van het Front National van Jean-Marie Le Pen, dat door de andere partijen als onaanraakbaar werd beschouwd.

### Jacques Chirac
De presidentsverkiezingen van 1995 werden evenwel gewonnen door de gaullist Jacques Chirac. Zijn eerste minister Alain Juppé begon aan een hervormingsagenda die in 1997 leidde tot grote arbeidsonrust. Chirac beging een tactische blunder door het parlement vervroegd te ontbinden waarna de socialisten in de parlementsverkiezingen de meerderheid behaalden. Nu was het Chiracs beurt om in cohabitation te regeren met een socialist, Lionel Jospin, als premier. Cohabitation zou het grootste gedeelte van Chiracs regeerperiode karakteriseren. Uit onvrede hiermee kwam Chirac met een grondwetswijziging die de ambtstermijn van het staatshoofd terugbracht van zeven naar vijf jaar. Sindsdien lopen de president en het parlement synchroon en komt een cohabitation niet zo vaak meer voor. 

#### Verkiezingen van 2002
De presidentsverkiezingen van 2002 hadden een dramatisch verloop. Omdat veel politici ter linkerzijde niet zo tevreden waren met de socialistische premier Jospin, diende zich in de eerste ronde een groot aantal kandidaten van links aan. Men dacht in de tweede ronde alsnog de gelegenheid te hebben zich achter een socialistische eenheidskandidaat te scharen. Jospin, de beste kandidaat van links, slaagde er niet in om de tweede ronde van de verkiezingen te bereiken. Hij scoorde met 17% van de stemmen nog iets lager dan Jean-Marie Le Pen van het Front National. Jacques Chirac behaalde in de eerste ronde 20% van de stemmen. 
Rechts had zich intussen gebundeld in een nieuwe partij met name het UMP. De tweede ronde ging dus tussen Chirac en Le Pen. Chirac won de tweede ronde met een grote meerderheid: bijna 84% van de stemmen.

### Nicolas Sarkozy
Tijdens de presidentsverkiezingen van 2007 wist voor het eerst in de geschiedenis van het land een vrouw, de linkse Ségolène Royal, door te dringen tot de tweede ronde. In die tweede ronde nam zij het op tegen de rechtse Nicolas Sarkozy. Hij won met een meerderheid van 53,06%. In de eerste ronde kreeg Jean-Marie Le Pen 10,44% van de stemmen, de gematigde François Bayrou 18,57%. Met Sarkozy kwam voor het eerst de naoorlogse generatie aan de macht.

### François Hollande
Bij de Franse presidentsverkiezingen 2012 slaagde Sarkozy er niet in voor een tweede termijn te worden gekozen. Hij verloor in de tweede ronde van de socialist François Hollande die van 15 mei 2012 tot en met 14 mei 2017 de president van Frankrijk was.

### Emmanuel Macron
Sinds de Franse presidentsverkiezingen 2017 is Emmanuel Macron de president van Frankrijk. Hij won de verkiezingen van Marine Le Pen van het Front National.
In 2022 werd hij herkozen, ook weer met Marine le Pen als tegenstander.

## Grands Travaux
Sommige presidenten van de Vijfde Republiek hechtten er waarde aan de stad Parijs een aantal monumentale gebouwen na te laten. Zo bezorgde Georges Pompidou de stad het Centre Georges Pompidou en Jacques Chirac het Musée du quai Branly. Maar vooral François Mitterrand heeft een groot aantal grote werken uit laten voeren, waaronder de piramide van het Louvre, de Grande Arche de la Défense en de Bibliothèque François Mitterrand.